# 차카이코사우루스
차카이코사우루스(학명:Chacaicosaurus cayi)는 어룡목 안공룡과에 속하는 어룡이다. 지금은 멸종된 종으로서 전체적인 몸길이가 5~6m인 거대한 어룡에 속한다.

## 특징
차카이코사우루스는 아르헨티나의 쥐라기 중기에 알려진 신이공룡의 한 속이다. 이 속 표본은 뉴켄주의 로스몰레스 층에서 출토된 것으로 표본번호 MOZ 5803으로 올샤르 박물관에 보관돼 있다. 이 표본은 두개골, 앞다리, 일부 척추뼈 및 추가적인 두개골 후 요소로 구성되어 있다. 이 속은 1994년 마르타 페르난데스에 의해 명명되었으며, 바호키아 단계에서 최초로 명명된 독특한 어룡인 차카이코사우루스 카이(Chacaicosaurus cayi)를 포함하고 있다. 그것은 매우 긴 코를 가진 중간 크기의 어룡으로, 양쪽을 따라 산등성이가 나 있다. 차카이코사우루스의 앞다리는 작고 네 개의 주요 자릿수를 가지고 있다. 작가마다 차카이코사우루스를 다른 방식으로 분류했는데 어떤 이들은 이 공룡을 안룡과 밀접한 관련이 있는 툰노사우루스로 간주하기도 하고 다른 이들은 종종 하우피오테릭스 근처에 있는 툰노사우루시아 바깥에 두기도 한다. 그러나 스테노프테리기우스와 매우 비슷하기 때문에 일부 연구자들은 대신에 이 속에 속한 이 종을 2007년에 페르난데스가 원래 제안한 위치인 스테노프테리기우스 차이로 분류한다. 차카이코사우루스의 유일한 표본은 사지의 뼈 모양으로 보아 성체로 보인다. 차카이코사우루스는 탁 트인 해역에 서식했으며 이 해역은 플레시오사우루스, 시상동물, 그리고 다양한 무척추동물과 함께 살았었다. 1990년에 줄마 가스파리니는 파타고니아의 아르헨티나 뉴켄 분지에서 활동한 올사허 박물관과 라플라타 박물관의 발굴팀을 이끌었다. 그들은 뉴켄주 사팔라 지부에 있는 로스 몰레스 층의 차카이코 수르 지역에서 차카이코사우루스라는 어룡의 일부 골격을 성공적으로 찾아냈다. MOZ(Museo Olsacher) 5803이라는 숫자가 주어진 이 표본은 완전하지만 손상된 두개골, 6개의 척추뼈, 어깨 대들보 뼈, 상완골(상완골)의 상부 끝, 관절 앞다리, 대퇴골(대퇴골)의 상부 끝, 그리고 일부 추가 지골(자릿지 뼈)을 포함한다. 마르타 에스페르난데스는 1994년에 이러한 새로운 속과 종에 MOZ 5803을 포함시켜 차카이코사우루스 카이(Chacaicosaurus cayi)라는 이름을 붙였는데 이것은 이 속의 유일한 표본으로 알려져 있다. 이 속명은 그리스어로 "도마뱀"을 뜻하는 차카이코 수르의 지역명과 사우로스(sauros)의 이름에서 유래했으며 마푸체 바다의 신 케이(Cay)를 의미한다. 쥐라기 중기의 알레니아에서 바톤기에 이르는 어룡 화석은 발견된 쥐라기 초기 어룡 재료의 과잉에 비해 거의 알려져 있지 않다. 차카이코사우루스 카이는 이 시기부터 이름이 붙여진 최초의 유효한 어룡으로 유골에서 가난한 종까지를 기준으로 한 모든 종들이 구별된다. 이후 차카이코사우루스와 같은 시대와 장소에서 발견된 몰레사우루스 근일류, 알레니아 게르만 스테노프테리기우스 알레니아 등 이 시기의 어류들이 추가로 발견됐다. 차카이코사우루스는 두개골의 크기로 볼 때 중간 크기의 어룡으로 스테노프테리기우스보다 훨씬 큰 것으로 보인다. 긴 코를 가진 어룡의 두개골에는 커다란 눈이 있었다. 어룡의 사지는 단단한 지느러미로 변형되었고 쥐라기 어룡의 몸은 매우 짧은 목과 함께 유선형으로 방추 모양으로 만들어졌다. 꼬리가 아래로 구부러져 초승달 모양의 꼬리지느러미를 지탱하고 있으며 등에는 부드러운 조직으로 구성된 등지느러미가 있었다. 완모형의 두개골은 길이가 98센티미터이고 하악골은 99센티미터이다. 두개골은 좁은 코를 가지고 있는데 그 코는 특징적으로 두개골 길이의 80%를 차지하며 점차 앞부분의 점까지 기울어져 있다. 어류 공룡들 사이에서 특이하게 주둥이는 길고 둥근 능선을 가지고 있으며 앞턱과 뒷턱을 따라 세로로 뻗어 있고 양쪽에 하나의 능선을 가지고 있다. 차카이코사우루스의 두개골 비율은 에우리노사우루스와 같은 다른 긴 코를 가진 어룡과 유사하지만 차카이코사우루스속과는 달리 과물림 현상은 없다. 특이하게도 성체 차카이코사우루스는 이가 많이 줄었거나 이가 없는 것으로 보인다. 차카이코사우루스의 확대된 외부 네어(콧구멍의 개구부)는 각각 길이가 약 10센티미터(3.9인치)이며 특별히 궤도(눈 개구부)에 가까운 위치에 있지 않다. 차카이코사우루스의 궤도는 보존 상태가 매우 좋지 않아 크기가 불분명하다. 이 속 설명에서 페르난데스는 경화환(안구를 지탱하는 골판의 고리)의 지름이 약 13cm(5.1인치)였을 것으로 추정했다. 그녀는 또한 이것을 궤도의 너비에 대한 꽤 대략적인 근사치라고 여겼으며 따라서 차카이코사우루스는 특별히 작은 궤도를 가지고 있었다고 결론지었다. 료스케 모타니 또한 1999년에 궤도가 작다고 말한 반면 미카엘 마이쉬와 안드레스 마츠케는 대신 2000년에 궤도가 특히 크다고 생각했다. 차카이코사우루스의 넓은 기저부(후두뇌뼈)는 앞부분에 못처럼 튀어나온 돌기가 없다. 두 쌍의 다른 뇌케이스 뼈, 즉 안검골과 등뼈와 관절의 연결을 위한 기저부의 표면은 모두 두개골의 상단을 향해 기울어져 있고 후자의 한 쌍은 뒤로 젖혀져 있다. 척수 기둥의 관절을 위해 두개골 뒤쪽에 있는 손잡이인 후두골 콘다일은 다른 기저골과 명확하게 구분된다. 후두관절은 특별히 크지 않으며 상대적으로 기저부 뒷면을 거의 차지하지 않으며 추가적인 뼈 표면은 바깥쪽으로 그리고 그 아래로 확장된다. 첫 번째 경추인 아틀라스는 두개골과의 관절을 위한 삼각형 부위를 가지고 있으며 그 아래쪽의 중앙을 따라 이어지는 두드러진 용골을 가지고 있다. 경추 중심부(추체)는 신경 아치와 관절하는 깊은 함몰부를 가지고 있으며 디아포피시스(늑골과 관절하는 상부 쌍)는 이러한 면과 같은 높이에 위치한다. 횡돌기(척추의 측면 돌출)는 광범위하다. 쇄골간( 쇄골 사이에 위치한 어깨뼈)은 중앙이 매우 넓으며 측면 및 후방 돌출부가 시작되는 지점이다. 차카이코사우루스의 좁은 앞다리는 두개골에 비해 다소 작고 스테노프테리기우스와 매우 흡사하다.요골(앞팔뼈)은 앞쪽 가장자리에 절개되어 있으며 그 아래 숫자에 있는 가장 윗부분의 7개의 뼈도 절개되어 있다. 요골의 크기는 중간 매체인 중간 상부 손목(손목뼈) 외에 척골(후부 하부 팔뼈)과 견줄 만하다. 하완골의 경계는 짧지만, 전체 길이에 걸쳐 접촉하고 있으며 간격은 없다. 특이하게, 차카이코사우루스의 각 앞다리는 4개의 주요 자릿수를 가지고 있으며 그 중 가장 긴 자릿수는 최소 14개의 원소를 포함하고 있다. 이러한 숫자의 가장 앞부분은 앞쪽 위쪽 손목뼈, 요골, 두 번째 중간 매체, 그리고 뒤쪽 두 번째 손가락은 뒤쪽 위쪽 손목뼈에서 발생한다. 지골은 다각형으로 시작하지만 점점 더 작아지고 숫자가 덜 꽉 찬 지느러미의 끝을 향해 둥글어진다. 지골 또한 매우 두껍고 상자 모양이다. 4개의 주요 숫자 외에 그 뒤에는 손목에 닿기 전에 끝나는 숫자인 액세서리 숫자도 있다. 어룡은 아직 숨을 쉬어야 했지만 물속 생활에 잘 적응해 있었다. 초기 어룡들 중 일부는 뱀장어처럼 물결치며 헤엄쳤지만 쥐라기 어룡들은 덜 길고 유선형이었으며 대신 현생 참다랑어처럼 꼬리의 좌우로 움직이며 나아가는 카랑형 또는 툰형 헤엄을 사용했을 것이다. 이 어룡들은 헤엄이 빨랐을 것이기 때문에 먹이를 기다리기 위해 누워 있는 대신 사냥감을 쫓을 수 있었고 주로 그들의 거대한 눈을 사용하여 눈으로 그것을 발견할 수 있었다. 현대의 파충류와 달리 어룡은 신진대사가 높았고 그들의 체온을 조절할 수 있었을 것이다. 어룡은 육지로 기어갈 수 없었기 때문에 알을 낳지 않았다. 대신 물속에서 새끼를 낳았다. 어룡이 자라면서 뼈의 구조가 바뀌었다. 차카이코사우루스의 완모형의 두 가지 특징인 앞다리 끝의 강한 절개와 상완골의 둥근 상단부는 성숙함을 나타내므로 페르난데스는 이 골격이 성인의 것이라고 생각했다. 차카이코사우루스가 발견된 암석 단위인 로스 몰레스 층은 쿠요 그룹의 일원이다. 이 형성, 몇몇 장소에서, 바위의 초기의 플리안스바흐안 무대는 중세 쥐라기에 번성했던 차카이코사우루스의 칼로비안 무대에서 정한 식구까지 2,000미터(길이가 6,600ft)두께에 도달하는 것만 영역 암모나이트 에밀리아 기벨리 침실 바호시안의 초기 일부 지속된 무대로로 알려져 있다. 로약 17030만년에서 16830만년전엔 이 지역의 암석은 대부분 암석과 암석이지만 사암도 있다. 깊은 물살에 의해 퇴적된 침전물에 의해 형성된 탁화석들이 존재한다.이들 지층은 당시 해수면이 낮아져 탁 트인 바다 환경에 놓여 있었던 것으로 추정된다. 이 지층에서 발견된 꽃가루는 당시 기후가 따뜻했으며 인근 땅덩어리에는 습기와 건조한 상태가 모두 존재했음을 보여준다. 차카이코사우루스 외에도 세 가지 해양 파충류들이 로스몰레스 층에서 발견되었다. 안목공룡 어류 몰레사우루스, 로말레오사우루스과 플레시오사우루스, 마레사우루스, 그리고 메트리힌치드 탈라토수키안들이 발견되었다. 차카이코사우루스와 마찬가지로 이들 3종의 해양 파충류도 초기 바호키아기에 살았고 모두 연안 생물에 잘 적응했다. 차카이코사우루스는 이전 알레니아기에 동물 교체가 일어난 직후에 살았고 플레시오사우루스와 어룡 모두에게 영향을 미쳤다. 어룡 중에서는 안룡류가 우세한 반면 차카이코사우루스가 속한 비안룡류인 네이크티오사우루스는 가파른 하락세를 보였다. 당대의 무척추동물로는 암모나이트, 이매패류, 완족동물, 배척동물 등이 있으며 현미경 유충류도 존재했다.이 모든 집단은 그 당시 풍부하고 다양했지만 이매패류와 상완동물들은 그 지역의 쥐라기 중기에 가장 많은 종 수를 기록한 반면 다른 집단은 감소하고 있었다. 분류학적으로 본다면 1994년의 최초 기술에서 페르난데스는 차카이코사우루스가 다른 쥐라기 어류 공룡에 비할 만한 것을 발견하지 못했기 때문에 차카이코사우루스를 과로 분류하는 것을 자제했다. 1999년에 페르난데스는 차카이코사우루스의 가장 가까운 친척이 스테노프테리기우스라는 계통학적 분석 결과를 발표했다. 이 두 속은 페르난데스가 이크티오사우루스, 안목사우루스, 몰레사우루스와 함께 잠정적으로 쥐라기 어류의 관계가 잘 알려져 있지 않기 때문에 이 분류는 아직 잠정적이라는 점에 주목했다. 1999년에 발표된 모타니의 연구는 계통학적 분석을 통해 어룡의 관계를 더 잘 이해하려고 했다. 그는 이 분석에 차카이코사우루스를 포함시키지 않았지만 코와 앞다리 사이의 유사성과 템노돈토사우루스로 재분류된 스테노프테리기우스 아일레니엔시스의 유사성을 들어 이 공룡군을 툰노사우루스속의 그룹에 포함시켰다. 1년 후, 마이쉬와 마츠케는 어룡 관계에 대한 계통학적 분석을 수행했지만 다시 분석에 차카이코사우루스를 포함하지는 않았다. 그들은 차카이코사우루스의 두개골이 안과사우루스와 비슷하다고 생각했지만 앞다리는 스테노프테리기우스와 훨씬 더 비슷하다고 생각했다. 연구진은 차카이코사우루스가 스테노프테리기우스 이후부터 안모사우루스 이전까지 살았다는 점에 주목하면서 차카이코사우루스가 두 속 사이의 중간이었을 가능성이 있다고 생각했다.스테노프테르기우스와 유사하기 때문에 마이쉬와 마츠케는 툰노사우르시아에 있는 스테노프테리기우스아과로 분류했다. 그들은 또한 차카이코사우루스 카이가 자신의 속에 속하기 보다는 스테노프테리기우스의 파생된 구성원일 수 있다고 생각했지만 두 속들을 결합하기에는 증거가 불충분하다고 생각했다. 그러나 2007년에 페르난데스는 차카이코사우루스와 스테노프테리기우스 사이의 차이가 불충분하다고 판단하고 동의어로서 차카이코사우루스 카이가 스테노프테리기우스 카이가 되었다. 2010년에 마이쉬는 차카이코사우루스를 별도의 속으로서 스테노프테리기우스, 하우피오테릭스와 함께 스테노프테리기우스아과로 분류했다. 2011년에 발렌틴 피셔와 동료들은 분석에서 차카이코사우루스를 포함한 툰노사우루스과의 관계에 대한 분지론적 분석을 실시했다. 그들은 스테노프테리기우스가 이 그룹의 가장 가까운 친척인 안목룡과의 자매 분류군(가장 가까운 친척을 가르킨다.)이라는 것을 발견했고 피셔가 이끈 2012년의 연구에서 비슷한 위치를 찾아냈다. 하지만 에린 맥스웰과 동료들은 2012년에 이 위치를 비판하면서, 피셔와 동료들이 이 연구에서 차카이코사우루스를 안목룡과 연결시키기 위해 사용했던 특징들이 스테노프테르기우스에서도 발견되었고 차카이코사우루스를 이 속의 동의어로 유지했다고 지적했다. 그럼에도 불구하고 피셔와 동료들이 2016년에 새로운 분석을 만들고 실행했을 때는 그들은 여전히 스테노프테리기우스 쿼드리스시소스보다 차카이코사우루스과와 더 가까운 관계를 가지고 있다는 것을 발견했지만 때때로 차카이코사우루스보다 차카이코사우루스과가 더 가까운 것으로 밝혀졌다. 이러한 분석의 계속된 반복으로 그러한 위치가 계속 발견되었고 2021년에 더를리코르테스와 동료들에 의해 수행된 또 다른 분석에서도 차카이코사우루스가 스테노프테리기우스 쿼트라스시소스보다 안룡에 더 가깝다는 것이 발견되었다. 그러나 모든 분석에서 이러한 위치를 찾은 것은 아니다. 2017년에 벤자민 문이 실시한 연구에 따르면 트라이아스기 이후의 모든 어룡을 포함한 네오이크티오사우르시아 내에서 발견되었지만 툰노사우루시아의 일원은 아닌 것으로 밝혀졌다. 또한 충 지와 동료들의 2016년에 데이터 세트를 기반으로 한 분석에서도 차카이코사우루스는 툰노사우루스아과 밖에 있는 것으로 밝혀졌다. 대신에 그것은 하우피오테릭스의 자매 분류군으로 발견되었고 다음으로 가까운 속은 렙토넥테스이다. 먹이로는 당대에 서식했던 물고기, 두족류, 갑각류를 주로 잡아먹고 살았을 육식성의 어룡으로 추정되는 종이다.

## 생존시기와 서식지와 화석의 발견
차카이코사우루스가 생존했었던 시기는 중생대의 쥐라기 중기로서 지금으로부터 1억 8000만년전~1억 6500만년전에 생존했었던 종이다. 생존했었던 시기에는 남아메리카를 중심으로 하는 남동부 태평양과 남서부 대서양에서 주로 서식했었던 어룡이다. 화석의 발견은 1994년에 남아메리카의 국가 중에 하나인 아르헨티나의 쥐라기에 형성된 지층에서 아르헨티나의 고생물학자들에 의하여 처음으로 화석이 발견되어 새롭게 명명된 종이다.

## 같이 보기
- 파충류
- 중생대
- 쥐라기
- 어룡
- 화석